# 赤鼻のトナカイ
赤鼻のトナカイ（あかはなのとなかい、原題: Rudolph the Red-Nosed Reindeer）は、ジョニー・マークス作詞・作曲のクリスマスソングである。
英文原詞の内容は、サンタクロースの橇を曳くトナカイの9頭目で、赤い鼻を持つ「ルドルフ」が、サンタクロースに「君の明るい鼻で橇を案内してくれないか?」と頼まれるというもの。英文によるとルドルフという新入りトナカイの赤い鼻は他の8頭のトナカイたちからの笑いものになっていることがわかる。さらに困ったことに8頭はルドルフを遊びに加えてあげなかった。しかしクリスマスイブにルドルフが光を照らすと8頭は喜び、ルドルフを好きになり彼を賞賛する。

## 歴史

### 原案『ルドルフ 赤鼻のトナカイ』
1938年に実際にあった出来事として、1939年にシカゴの通信販売会社モンゴメリー・ウォード (Montgomery Ward) 社に勤めるロバート・L・メイ (Robert L. May)によって同社の宣伝用の児童書が書かれ、250万部のベストセラーとなった。同書は1946年に再発行され、さらに350万部を発行した。
ロバート・L・メイは『みにくいアヒルの子』を参考にしてトナカイを物語の中心に書くことにした。彼自身、少年時代は内気な性格であった。この物語はアメリカの価値観が投影されたアメリカン・ドリームである。執筆中に彼は癌で闘病していた妻エブリンを亡くし、会社からは他の人と執筆の交代を提案されたが、彼は最後まで書いた。
国民の大多数がキリスト教徒のアメリカ合衆国においてロバート・L・メイはユダヤ系の家庭で育った。彼は同書を書いてから30年以上後に、キリスト教のカトリック教徒であった2人目の亡き妻バージニアの願いを叶えるために、ユダヤ教からカトリックに改宗した。翌年彼はバージニアの姉クレアと再婚した。

### 楽曲の誕生
1948年、ロバート・L・メイの妹マーガレットの夫ジョニー・マークスによって『ルドルフ 赤鼻のトナカイ』のストーリーを元に楽曲が制作され、1949年にジーン・オートリー (Gene Autry) の歌でレコードが発売された。オートリーのレコードは当時200万枚を売り上げ、ビルボードチャートで1位を記録した。
その後も時代を越えたロングセラーとして、「サンタが街にやってくる」、「ジングルベル」と並ぶ三大クリスマスソングとなる。作詞作曲者のマークスが亡くなった1985年までに「赤鼻のトナカイ」の総売上は1億5000万枚を突破した。

## 日本における普及・日本語訳詞
日本語訳詞は、新田宣夫（別名 草野昌一、漣健児）の訳が広く知られている。新田宣夫の訳詞は、英語の原詞をおおまかになぞったものだが、原詞に見えるトナカイの名前は訳出されていない。英詞が「赤鼻トナカイのルドルフ」と名前まで読み込む部分で「真っ赤なお鼻の」とトナカイまで至っていない詞になっており、1つの音符に1語をわりあてて多くの情報を読み込む英語の唄と、音符1つごとにきちんと1音を費やすため簡略化せざるをえない日本語の唄を比較する好例となっている。
他には高田三九三や服部レイモンド、福島正二、加藤省吾、山本ただし、水島哲、三田恭次、水野汀子など複数の訳があり、そのうち服部レイモンドと加藤省吾、山本ただし、三田恭次の訳詞では「ルドルフ」というトナカイの名前が明かされている。高田三九三の訳詞は原詞にはないイエス・キリストについて言及する部分がある。
1985年時点で、日本音楽著作権協会調べによると日本国内では234種のレコード及びテープが流通している。同じく日本国内では1984年10月 - 12月の3か月で全バージョン計で47万9000枚（本）が販売された。

## カバー
以下の一覧において、歌手本人の国籍とは合致しないものがあるが、これはレコード会社や番組の制作国を国の基準にしているためである。 
| リリース日     | 国                 | アーティスト                                                                     | 訳詞           | リリース形態 |
| -------------- | ------------------ | -------------------------------------------------------------------------------- | -------------- | --- |
| 1950年         | アメリカ合衆国の旗 | ビング・クロスビー                                                               |                | シングル |
| 1950年         | アメリカ合衆国の旗 | スパイク・ジョーンズ                                                             |                | |
| 1954年11月     | 日本の旗           | 中村メイコ                                                                       | 加藤省吾       | シングル「赤鼻のとなかい/サンタのおじさんやってくる」 曲名表記は「赤鼻のとなかい」「赤鼻のトナカイ」共に存在                          |
| 1956年頃       | 日本の旗           | 小坂一也とワゴン・マスターズ                                                     | 服部レイモンド | 曲名は「赤鼻の馴鹿」（赤鼻のとなかい）                                                                                                |
| 1959年11月16日 | アメリカ合衆国の旗 | ディーン・マーティン                                                             |                | A Winter Romance |
| 1960年10月     | 日本の旗           | かまやつヒロシ（かまやつひろし）                                                 | 福島正二       | シングル「赤鼻のトナカイ/サンタ・クロースがやってくる」 歌詞は1番と3番が日本語詞、2番が英語。                                         |
| 1960年11月     | 日本の旗           | 森山加代子                                                                       | 新田宣夫       | 水原弘、森山加代子『おミズと加代ちゃんのクリスマス・イヴ』                                                                            |
| 1960年         | アメリカ合衆国の旗 | デヴィッド・セヴィルとチップマンクス                                             |                | シングル「Rudolph The Red Nosed Reindeer/Spain」 Around the World with The Chipmunks                                                  |
| 1960年         | カナダの旗         | ポール・アンカ                                                                   |                | |
| 1961年11月     | 日本の旗           | 坂本九                                                                           | 新田宣夫       | ダニー飯田とパラダイスキング「九ちゃんのジングルベル」B面                                                                             |
| 1961年12月     | 日本の旗           | ペギー葉山と東京放送児童合唱団                                                   | 加藤省吾       | TV番組『みんなのうた』 |
| 1962年以前     | 日本の旗           | 鈴木章治とオールスター・ディキシーランド・バンド                                 |                | インストゥルメンタル。曲名は「赤鼻の馴鹿ルドルフ」。シングル「ジングル・ベル」B面                                                     |
| 1962年         | 日本の旗           | 梅木マリ                                                                         | 三田恭次       | シングル「ジングル・ベル」B面 |
| 1963年11月22日 | アメリカ合衆国の旗 | クリスタルズ                                                                     |                | A Christmas Gift for You from Philles Records                                                                                         |
| 1963年         | 日本の旗           | 桑原友美                                                                         |                | 『サンタのおじさんがよい子に贈る クリスマスの歌とおはなし』（テイチク、SK-202）                                                       |
| 1964年         | アメリカ合衆国の旗 | バール・アイヴス                                                                 |                | TV番組 Rudolph the Red-Nosed Reindeer                                                                                                 |
| 1964年         | 日本の旗           | ペギー葉山                                                                       |                | 『ペギーのクリスマス』（キング、SKK-42） 歌詞は英語で、『みんなのうた』版とは異なる。                                                 |
| 1965年11月01日 | アメリカ合衆国の旗 | スプリームス                                                                     |                | Merry Christmas |
| 1965年         | 日本の旗           | 奥村チヨ                                                                         | 新田宣夫       | シングル「ジングル・ベル」B面 シングルでの作詞者名義は「漣健児」                                                                      |
| 1965年12月15日 | 日本の旗           | 川田正子とシンギング・バンビーナ                                                 | 高田三九三     | 『ママとよい子のメリー・クリスマス』（ミュージック・グラフ/MG-4045）                                                                  |
| 1966年以前     | 日本の旗           | 古賀さと子                                                                       | 水野汀子       | 『ビクター 名作童謡集8』 |
| 1966年10月     | 日本の旗           | 石原裕次郎                                                                       | 山本ただし     | 『裕次郎のクリスマス・キャロル』 |
| 1966年11月10日 | 日本の旗           | P子（水垣洋子）                                                                  | 高田三九三     | 『オバQクリスマス』（コロムビア盤）                                                                                                   |
| 1966年11月     | 日本の旗           | 桑名貞子、コロムビア男声合唱団                                                   | 高田三九三     | 『よいこのクリスマスとお正月』（コロムビア/KKS-20001）                                                                                |
| 1966年         | 日本の旗           | Q太郎（曽我町子）                                                                |                | 『オバQクリスマス』（勁文社盤） |
| 1967年         | 日本の旗           | 由美かおる                                                                       | 水島哲         | シングル「ジングル・ベル」B面 |
| 1968年         | アメリカ合衆国の旗 | テンプテーションズ                                                               |                | |
| 1968年11月     | 日本の旗           | 松島みのり、白石冬美                                                             | 新田宣夫       | 『怪物くんのクリスマス』 |
| 1969年11月     | 日本の旗           | 森山良子                                                                         | 新田宣夫       | 『良子のクリスマス』 |
| 1970年10月15日 | アメリカ合衆国の旗 | ジャクソン5                                                                      |                | Jackson 5 Christmas Album |
| 1970年10月     | 日本の旗           | ベイビー・ブラザーズ                                                             | 新田宣夫       | シングル「ジングル・ベル」B面 |
| 1971年10月     | 日本の旗           | 堺正章                                                                           | 新田宣夫       | 『クリスマス・ホーム・ソング』 |
| 1973年         | 日本の旗           | 大竹宏、永井一郎、他                                                             | 新田宣夫       | 『怪獣・クリスマス・お正月』（東芝レコード/TC-7010） 作詞者名義は「漣健児」                                                           |
| 1974年         | 日本の旗           | デストロイヤー、A・Kキンダーコーワ合唱団                                         | 新田宣夫       | 歌詞は1番が英語、2番が新田宣夫の日本語詞。シングル「赤鼻のトナカイ/ジングル・ベル」                                                   |
| 1974年11月     | 日本の旗           | 香山リカ、ボニージャックス                                                       | 新田宣夫       | 『リカちゃん クリスマス』 |
| 1974年11月10日 | 日本の旗           | フィンガー5                                                                      | 新田宣夫       | 『フィンガー5とクリスマス・パーティー』                                                                                               |
| 1974年12月10日 | 日本の旗           | 天地真理                                                                         | 新田宣夫       | 『天地真理オン・ステージ』 |
| 1976年11月10日 | 日本の旗           | 泉谷しげる                                                                       | 新田宣夫       | 井上陽水・小室等・吉田拓郎・泉谷しげる『クリスマス』                                                                                  |
| 1976年         | 日本の旗           | クリケッツ                                                                       | 新田宣夫       | シングル「ジングルベル」B面 |
| 1979年10月     | 日本の旗           | 東京少年少女合唱隊                                                               | 新田宣夫       | 『楽しいよい子のクリスマス』 |
| 1970年代後半頃 | 日本の旗           | 大杉久美子                                                                       | 新田宣夫       | 『たのしいクリスマス』（東芝EMI/TC-50050）                                                                                            |
| 1981年11月     | 日本の旗           | 小山茉美(アラレ)、内海賢二(センベエ)                                             | 新田宣夫       | テレビアニメ『Dr.スランプ アラレちゃん』第35話「さんざんサンタさん」挿入歌、『アラレちゃんのクリスマス』                              |
| 1982年11月05日 | 日本の旗           | 柏原よしえ                                                                       | 新田宣夫       | 『よしえのクリスマス』 |
| 1985年         | 日本の旗           | 坂田おさむ                                                                       | 新田宣夫       | 『NHKおかあさんといっしょ にこにこぷんのクリスマス』（カセットテープ。NHKサービスセンター・ポリドール/15CX-3719）                     |
| 1986年10月21日 | 日本の旗           | こおろぎ'73、コロムビアゆりかご会                                                | 新田宣夫       | 『みんなでたのしいクリスマス』 |
| 1986年12月16日 | 日本の旗           | 中村あゆみ                                                                       | 新田宣夫       | 『Holly-Night』 |
| 1990年12月22日 | アメリカ合衆国の旗 | ドリー・パートン                                                                 |                | Home for Christmas |
| 1991年11月21日 | 日本の旗           | ドリーミング                                                                     | やなせたかし   | 『みんなで歌おう アンパンマンのクリスマス』 曲名は「トナカイの鈴-赤鼻のトナカイ-」。いずみたくの補作曲を含む。                        |
| 1994年11月09日 | 日本の旗           | 神崎ゆう子、坂田おさむ                                                           | 新田宣夫       | 『親子で歌うクリスマス』 |
| 1995年10月20日 | 日本の旗           | 速水けんたろう、茂森あゆみ                                                       |                | 『NHKおかあさんといっしょ みんなでクリスマス』 「クリスマス・メドレー」の1曲として収録                                                |
| 1995年11月22日 | 日本の旗           | 内田有紀                                                                         | 新田宣夫       | 『Merry Christmas For You』 |
| 1995年12月01日 | 日本の旗           | 三石琴乃、富沢美智恵、久川綾、篠原恵美、深見梨加                                 | 新田宣夫       | 『美少女戦士セーラームーンSuperS Christmas For You』                                                                                  |
| 1995年12月2日  | 日本の旗           | サザンオールスターズ（桑田佳祐、大森隆志、関口和之、原由子、松田弘、野沢秀行）   |                | ライブビデオ『ホタル・カリフォルニア』のボーナス・トラック。 歌詞は1番は日本語詞。2番は野沢が過去についた嘘に関するネタになっている。 |
| 1996年09月06日 | オーストラリアの旗 | ザ・ウィグルス                                                                   |                | Wiggly, Wiggly Christmas |
| 1996年11月01日 | 日本の旗           | 陣内恭介（岸祐二）                                                               | 新田宣夫       | 『激走戦隊カーレンジャー Merry Xmas! from CARRANGER』                                                                                 |
| 1996年11月25日 | 日本の旗           | 豊嶋真千子                                                                       | 新田宣夫       | 『プリティ・イン・ホワイト〜声優達のクリスマス』                                                                                      |
| 1996年12月10日 | 日本の旗           | 森岡純                                                                           | 新田宣夫       | 『サンタを信じる子供たちへ』 |
| 1997年11月21日 | 日本の旗           | 紐緒結奈（中友子）、鏡魅羅（五十嵐麗）、如月未緒（関根明子） with きらめき合唱隊 | 新田宣夫       | 『ときめきメモリアル ファンタスティック・クリスマスパーティー』                                                                       |
| 1998年10月23日 | アメリカ合衆国の旗 | ベイビーフェイス                                                                 |                | Christmas with Babyface |
| 1999年11月02日 | アメリカ合衆国の旗 | ジュエル                                                                         |                | Joy: A Holiday Collection |
| 1999年10月18日 | イギリスの旗       | リンゴ・スター                                                                   |                | I Wanna Be Santa Claus |
| 1999年11月21日 | 日本の旗           | MAHO堂                                                                           | 新田宣夫       | 『おジャ魔女CDくらぶ その7 MAHO堂のおジャ魔女クリスマスカーニバル!!』                                                                 |
| 2000年09月12日 | アメリカ合衆国の旗 | レーナード・スキナード                                                           |                | Christmas Time Again |
| 2001年11月29日 | 日本の旗           | 加護亜依、小川麻琴、アヤカ                                                       | 新田宣夫       | V.A.『ザ・童謡ポップス1 クリスマスと冬のうた集』                                                                                      |
| 2002年         | アメリカ合衆国の旗 | ジャック・ジョンソン                                                             |                | V.A. Maybe This Christmas |
| 2003年11月06日 | 日本の旗           | タンポポ児童合唱団                                                               | 新田宣夫       | V.A.『よいこのクリスマス・ソング』 |
| 2004年         | アメリカ合衆国の旗 | デスティニーズ・チャイルド                                                       |                | “Rudolph the Red-Nosed Reindeer” |
| 2007年10月10日 | 日本の旗           | たいらいさお、少年少女合唱団みずうみ                                             | 新田宣夫       | V.A.『こどもたちの ふゆのうた〜あかはなのトナカイ〜』                                                                                 |
| 2007年         | アメリカ合衆国の旗 | バリー・マニロウ                                                                 |                | In the Swing of Christmas |
| 2008年02月06日 | 日本の旗           | ジャコビ（山口勝平）                                                             | 新田宣夫       | 『NHKおかあさんといっしょ ファミリーコンサート「さがそう!3つのプレゼント」』                                                          |
| 2009年11月04日 | 日本の旗           | さくらまや                                                                       | 新田宣夫       | 『まやのクリスマスソング』 |
| 2009年11月18日 | 日本の旗           | Q;indivi Starring Rin Oikawa                                                     |                | 歌詞は英語。『Winter Celebration』 |
| 2010年11月24日 | 日本の旗           | 手嶌葵                                                                           |                | 歌詞は英語。『Christmas Songs』 |
| 2010年12月01日 | 日本の旗           | さぁさ                                                                           |                | 歌詞は英語。V.A.『Christmas Non-Stop Carol』                                                                                          |
| 2013年11月06日 | 日本の旗           | 並木のり子、和田琢磨、ひまわりキッズ                                             | 新田宣夫       | V.A.『ハッピークリスマスキッズソング』                                                                                                |
| 2013年11月20日 | 日本の旗           | ドリーミング                                                                     | 新田宣夫       | V.A.『それいけ! アンパンマン アンパンマンといっしょにクリスマス』                                                                     |
| 2014年11月05日 | 日本の旗           | リン・ユーチュン                                                                 | 新田宣夫       | 『WINTER GIFT 〜リン君からの贈り物〜』                                                                                                |
| 2018年11月14日 | 日本の旗           | 原田優一、今井清隆                                                               | 新田宣夫       | V.A.『今宵あなたとメリー・クリスマス!』                                                                                               |

## みんなのうた
NHKの『みんなのうた』では、開始して間もない1961年12月 - 1962年1月に放送。歌詞は新田版ではなく、加藤省吾が訳詞したバージョンで、小野崎孝輔が編曲した。歌はペギー葉山と東京放送児童合唱団。映像は久里洋二製作のアニメ。
再放送やDVD化はされておらず、水星社や日本放送出版協会から発売された楽譜集にも掲載されていない。ただ、1988年1月22日にNHK総合で放送された『NHKビデオギャラリー』の「『みんなのうた』特集」では一部が放送された。